# Plön
Plön (dansk: Pløn) er en by i det nordlige Tyskland, beliggende i landskabet Holstensk Schweiz i delstaten Slesvig-Holsten. Byen ligger direkte ved Großer Plöner See.
I byen findes Plön Slot, der blev bygget i 1600-tallet i renæssancestil, og som i 1800-tallet var sommerresidens for kronprins Christian Frederik (den senere Christian VIII).

## Historie
Indtil 1761 var slottet stamsæde for hertugerne af Plön. Hertug Frederik Karl blev den sidste plönske regent af den sidelinje. Derefter hjemfaldt byen og amtet til Frederik V af Danmark.
Plöns rådhus er tegnet 1815 af den danske arkitekt C.F. Hansen i hans egenskab af landsbygmester i Holsten.
Byen havde 1.282 indbyggere i 1803, 1.660 indbyggere i 1835, 1.938 indbyggere i 1840 (2.671 inklusive "die Neustadt"), 2.660 indbyggere i 1845, 2.476 indbyggere i 1855 og 2.697 indbyggere i 1860.
Byen havde i 1910 3.828 indbyggere, gymnasium med alumnat, en i 1891 grundlagt biologisk station ved store Plön-sø; tobaks-, soda-, pølse- og vognfabrikation og handel med korn og fisk. Byen benyttedes meget som sommeropholdssted.
Henimod slutningen på 2. verdenskrig, efter at den sovjetiske hær havde erobret Berlin, blev Plön midlertidigt hjemsted for den tyske regering.